# Saint-Fargeau-Ponthierry
Saint-Fargeau-Ponthierry är en kommun i departementet Seine-et-Marne i regionen Île-de-France i norra Frankrike. Kommunen ligger i kantonen Perthes som tillhör arrondissementet Melun. År 2022 hade Saint-Fargeau-Ponthierry 15 117 invånare.

## Befolkningsutveckling
Antalet invånare i kommunen Saint-Fargeau-Ponthierry
| Referens: INSEE |